# HICOG-Siedlung Tannenbusch

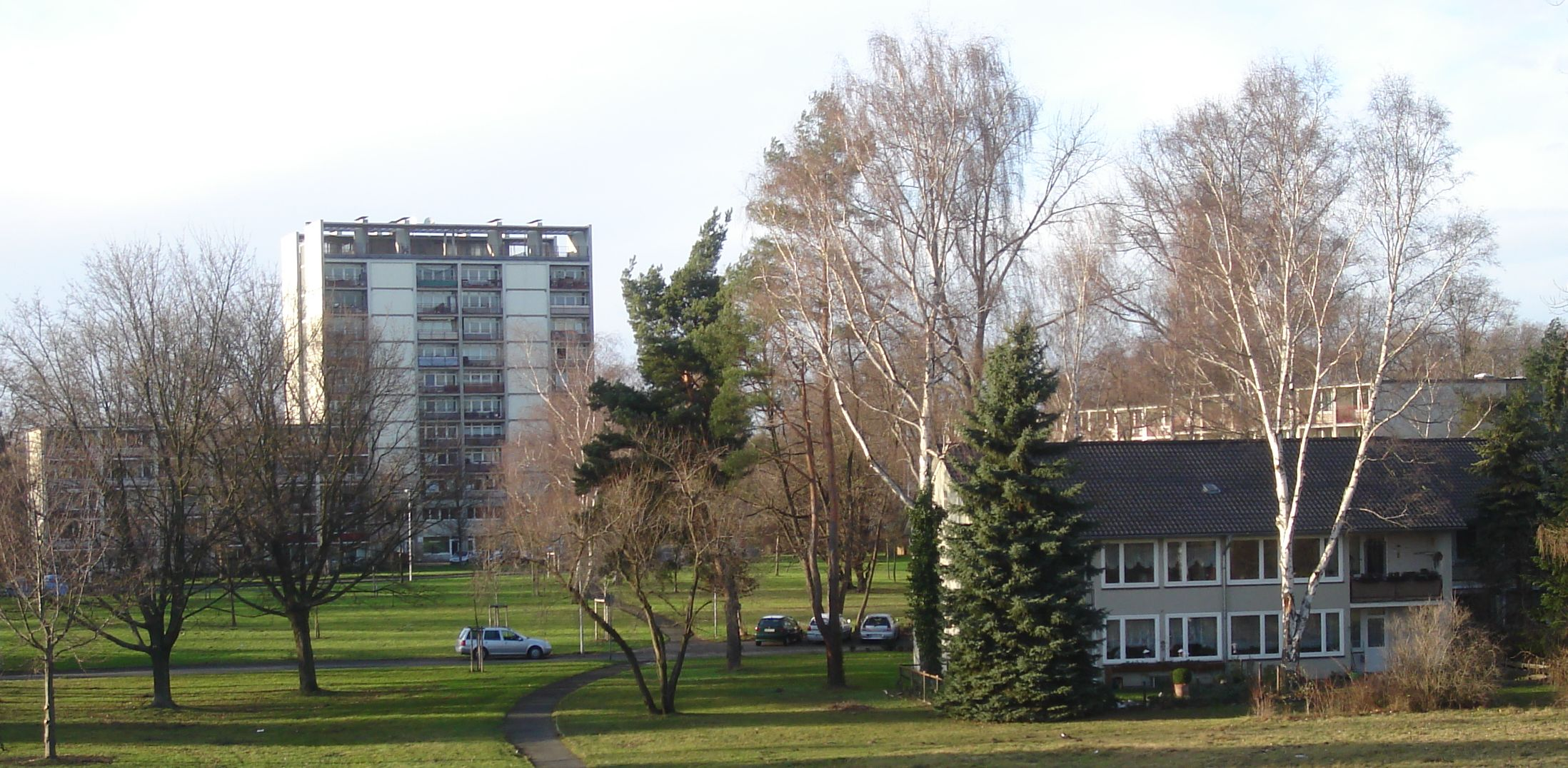
HICOG-Siedlung Tannenbusch (2007)

HICOG-Siedlung Tannenbusch und Düne Tannenbusch, Luftaufnahme (2014)

Die HICOG-Siedlung Tannenbusch ist eine Siedlung im Bonner Ortsteil Tannenbusch, die 1951 für Mitarbeiter der US-amerikanischen Hochkommission (HICOG) errichtet wurde. Sie steht als Baudenkmal unter Denkmalschutz.

## Lage
Die HICOG-Siedlung liegt im Siedlungsbereich Alt-Tannenbusch am Südrand und auf zwei Seiten der „Düne Tannenbusch“, einer Binnendüne, deren erhöhter Teil als Naturschutzgebiet ausgewiesen ist. Sie umfasst die Straßen Im Tannenbusch und Hohe Straße. Südlich verläuft die linksrheinische Eisenbahnstrecke, die zur Siedlung hin von Sportanlagen und Gewerbeflächen abgegrenzt wird.

## Geschichte
Nachdem Bonn 1949 Regierungssitz der Bundesrepublik Deutschland wurde, nahm die US-amerikanische Hochkommission als Dienststelle des Hohen Kommissars („High Commissioner of Germany“=HICOG) und Teil der Alliierten Hohen Kommission ihren Sitz zunächst in Frankfurt am Main. Ende 1950 fiel der Beschluss, die US-Hochkommission vollständig in die Enklave Bonn zu verlegen und ihren Dienstsitz in der Bad Godesberger Deichmannsaue einzurichten. Während das zu diesem Zweck eingeleitete Wohnungsbauprojekt für die amerikanischen Mitarbeiter der Hochkommission in Bad Godesberg (HICOG-Siedlung Plittersdorf) umgesetzt werden sollte, bot die Stadt Bonn an, ein Grundstück für Wohnungen deutscher Mitarbeiter bereitzustellen. Die Wahl fiel auf einen vormaligen Truppenübungsplatz im Tannenbusch, dessen Gelände der Bund besaß. Mit Planung und Entwurf der Siedlung war eine Arbeitsgemeinschaft beauftragt, die aus dem Münchner Architekten Sep Ruf (Oberleitung) und den Frankfurter Architekten Otto Apel, Rudolf Letocha, William Rohrer und Martin Herdt (Ausführung) bestand und der amerikanische Techniker zur Seite standen. Die Planung der Freiflächen lag in den Händen des Gartenarchitekten Heinrich Raderschall.:59 Für die architektonische und städtebauliche Umsetzung erhielten die Architekten vom Bauherrn, der US-Hochkommission, keine Vorgaben.:77
Der Erste Spatenstich für die Siedlung in Tannenbusch erfolgte am 19. April 1951. Anfang November waren die ersten Gebäude bezugsfertig, die Bauarbeiten nach rund acht Monaten offiziell am 7. Dezember 1951 abgeschlossen.:65 Auf die Einholung einer Baugenehmigung wurde vereinbarungsgemäß verzichtet, um die Einhaltung des Umzugstermins der Hochkommission nicht zu gefährden.:66 Eine baugleiche Siedlung mit einer übereinstimmenden Wohnungsanzahl, ebenfalls für die deutschen Mitarbeiter der Hochkommission, wurde unter Leitung derselben Architekten zeitgleich zwischen dem Bad Godesberger Ortsteil Muffendorf und dem Pennenfeld (HICOG-Siedlung Muffendorf) verwirklicht. Bei dem in der Tannenbuscher Siedlung errichteten Hochhaus (Im Tannenbusch 3) handelte es sich um das seinerzeit erste Hochhaus in Bonn. Südöstlich der Siedlung entstand ebenfalls 1951/52 zur Bewältigung des durch den Siedlungsbau ausgelösten Bevölkerungswachstums eine Schule (heute „Paulus-Schule“/„Elsa-Brändström-Schule“), deren Bau von den USA finanziert wurde. Die Siedlung ging bereits mit ihrer Fertigstellung in das Eigentum der Bundesrepublik Deutschland über. Der Wohnraum wurde seit der Auflösung der Alliierten Hohen Kommission (1955) insbesondere für die Mitarbeiter der in Bonn ansässigen Bundesbehörden bereitgestellt.
1995 wurde die Siedlung als Ganzes, inklusive der Inneneinrichtung, unter Denkmalschutz gestellt. 1999 erfolgte eine Neueindeckung der Satteldächer aller Häuser mit Ausnahme der zwei Wohnheime. Eigentümer der Liegenschaft ist die Bundesanstalt für Immobilienaufgaben, die 2012 eine Immobilienfirma mit der Hausverwaltung betraut hat. In jüngerer Zeit (Stand: 2013) ist ein erhöhter Leerstand zu verzeichnen, der auf einen Sanierungsstau – insbesondere bei den zwei Wohnheimen – und von Teilen auch auf die durch den Denkmalschutz erschwerte Vermarktung der Wohnungen zurückgeführt wird.

## Architektur

### Allgemeiner Aufbau
Die Siedlung ist hinsichtlich ihres Aufbaus und ihrer Größe weitgehend identisch mit der HICOG-Siedlung Muffendorf/Pennenfeld, erhält jedoch durch ihre topographische Lage und Erschließungsweise ein anderes Gepräge.:74 Sie umfasst fünf verschiedene Haustypen, darunter ein Hochhaus, und beinhaltet 412 Wohnungen. Die Siedlung ist asymmetrisch angelegt und wird über eine Straßenschleife (Im Tannenbusch) erschlossen, deren Verlauf als wesentliches, positives Merkmal der Gesamtanlage gilt.:74, 109 Die Häuser sind zu engen Nachbarschaften gruppiert, zwischen denen umfangreiche, teils baumbewachsene Grünflächen liegen.:72 Der Wechsel zwischen unterschiedlichen Baukörpern, Fassadengliederungen (geschlossen, offen, verglast) sowie den Freiflächen führt zu einer Auflockerung und begründet die städtebauliche und architektonische Qualität der Siedlung.

### Haustypen
Den Mittelpunkt der Anlage bildet das elfgeschossige, über 30 m hohe Hochhaus, das als Punkthaus auf H-förmigem Grundriss ausgeführt ist.:88 Das untere Geschoss nimmt Laden-, Büro- und Praxisräume auf. Die darüber liegenden Geschosse, deren oberstes als Flanierebene für die Bewohner konzipiert war, umfassen je acht Einzimmerwohnungen und werden von einem aus der Fassade hervortretenden, aus sich nach unten verjüngenden Pylonen bestehenden Sockel getragen. Ein weiterer Geschosswohnungsbautyp der Siedlung ist fünfgeschossig und wird an einer Längsseite von Laubengängen erschlossen, entlang derer Flur, Küche und Bad angeordnet sind. Auf der gegenüberliegenden Fassade bestehen durchlaufende Balkone und Fensteröffnungen, die nur vom Raster der tragenden Wände und Decken unterbrochen werden. Zwei weitere Haustypen entfallen auf zweigeschossige Zeilenbauten und Reihenhäuser mit Satteldach. Dazu gehören die für Familien vorgesehenen Zweispänner, die Drei- und Vierzimmerwohnungen beinhalten, sowie zwei Wohnheime („Junggesellenheime“/„Dormitories“). Bei letzteren erfolgt die Erschließung von jeweils vier Einzelzimmern mit Küche und Wohnzimmer durch einen verglasten Laubengang. Ein einmalig vertretener Haustyp ist der sogenannte „Schmetterlingsbau“. Er verfügt über ein Flachdach und besteht aus zwei Teilen, die über ein offenes Treppenhaus miteinander verbunden und durch einen mittigen, sich zum Gebäudezentrum erweiternden Flur erschlossen sind.

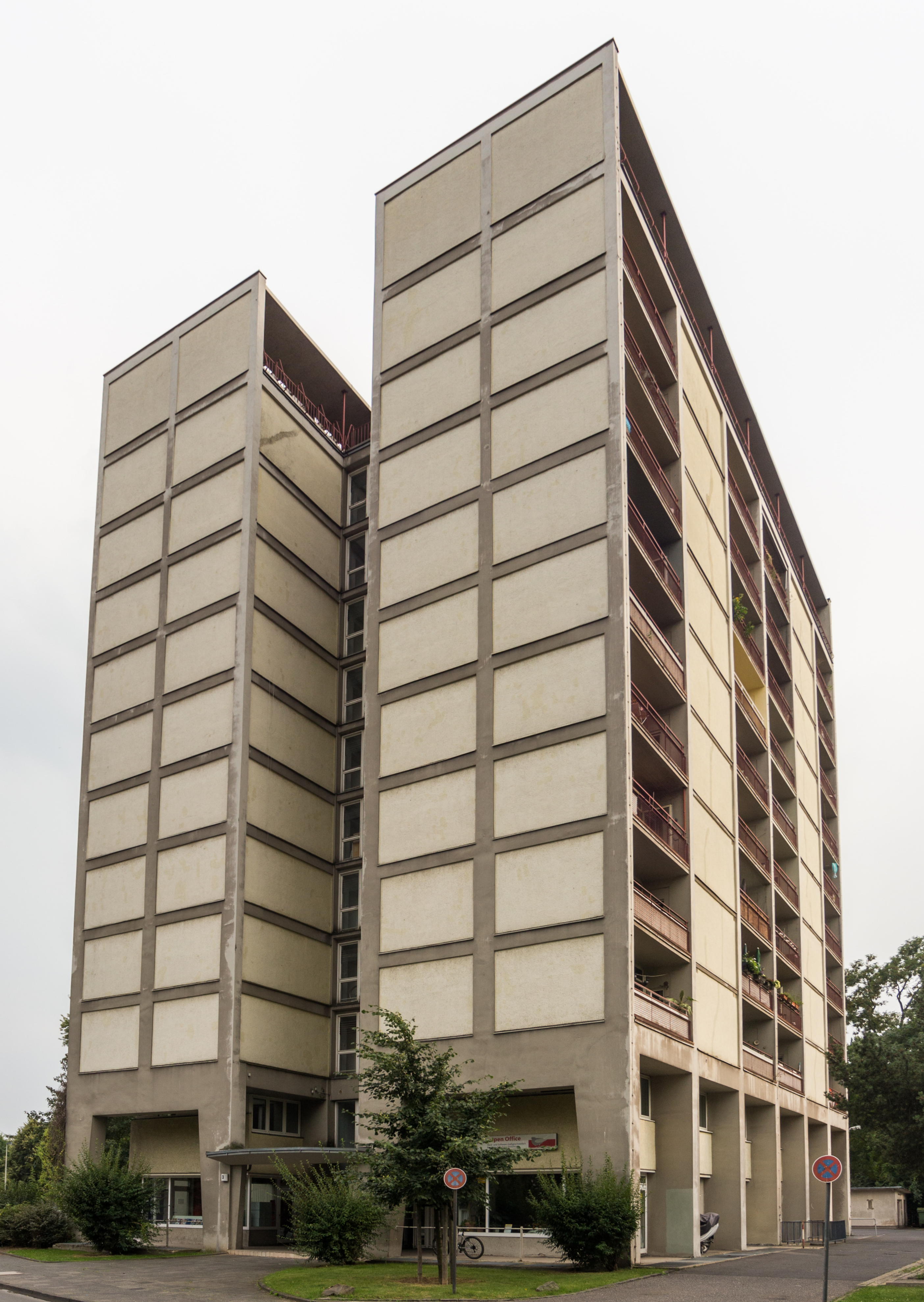
Hochhaus weitere Bilder
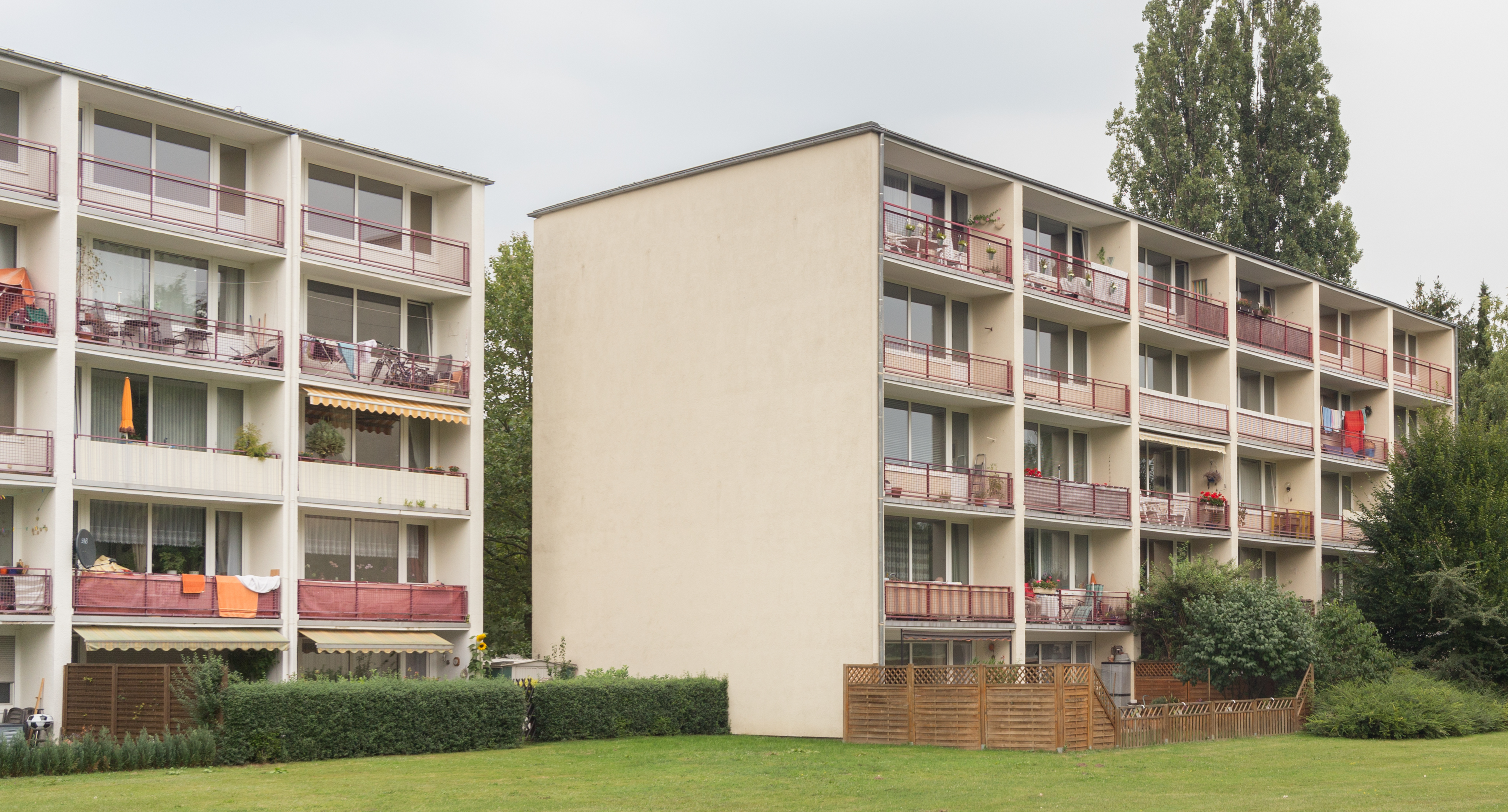
Laubenganghäuser weitere Bilder
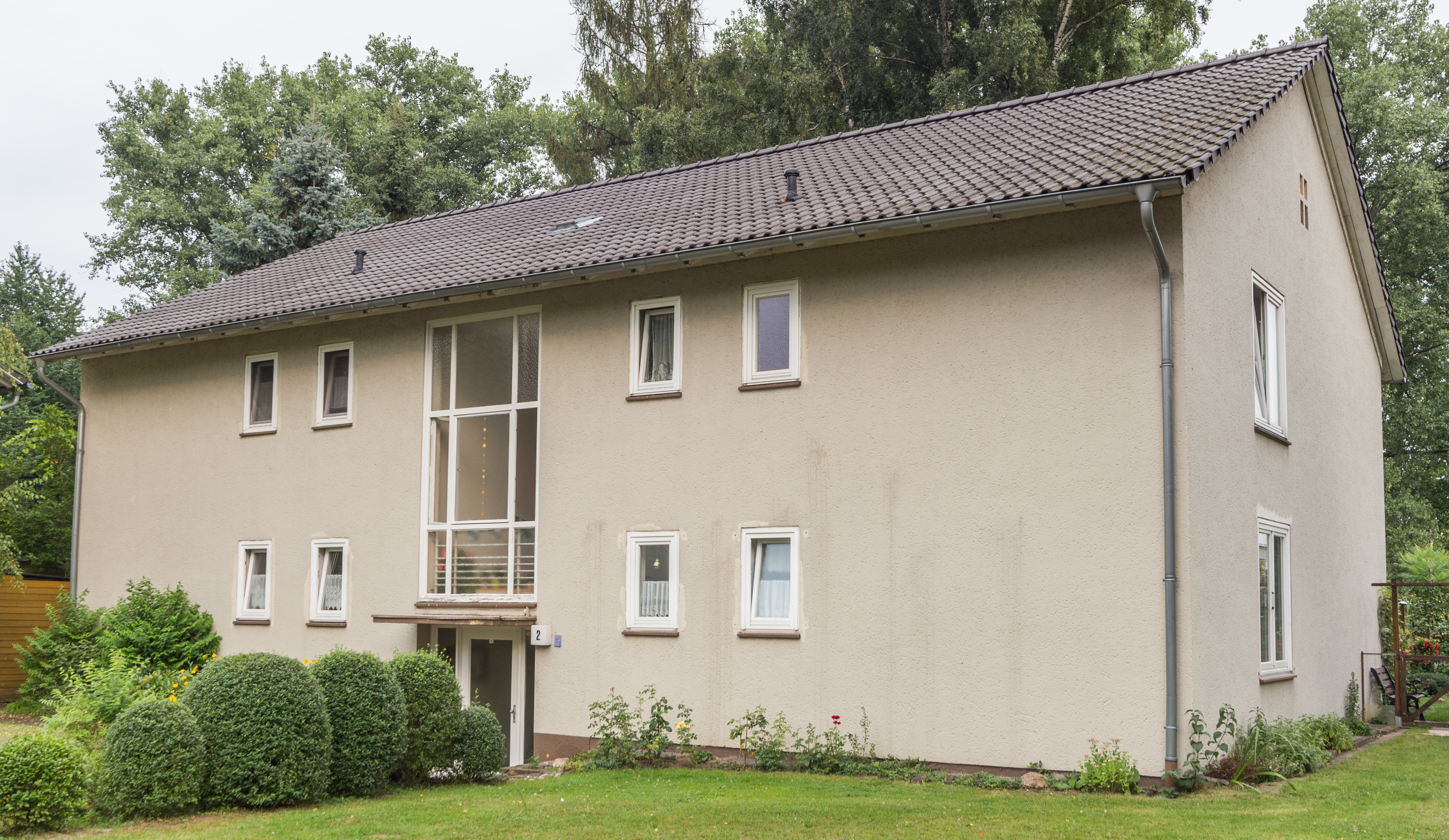
Zweispänner weitere Bilder
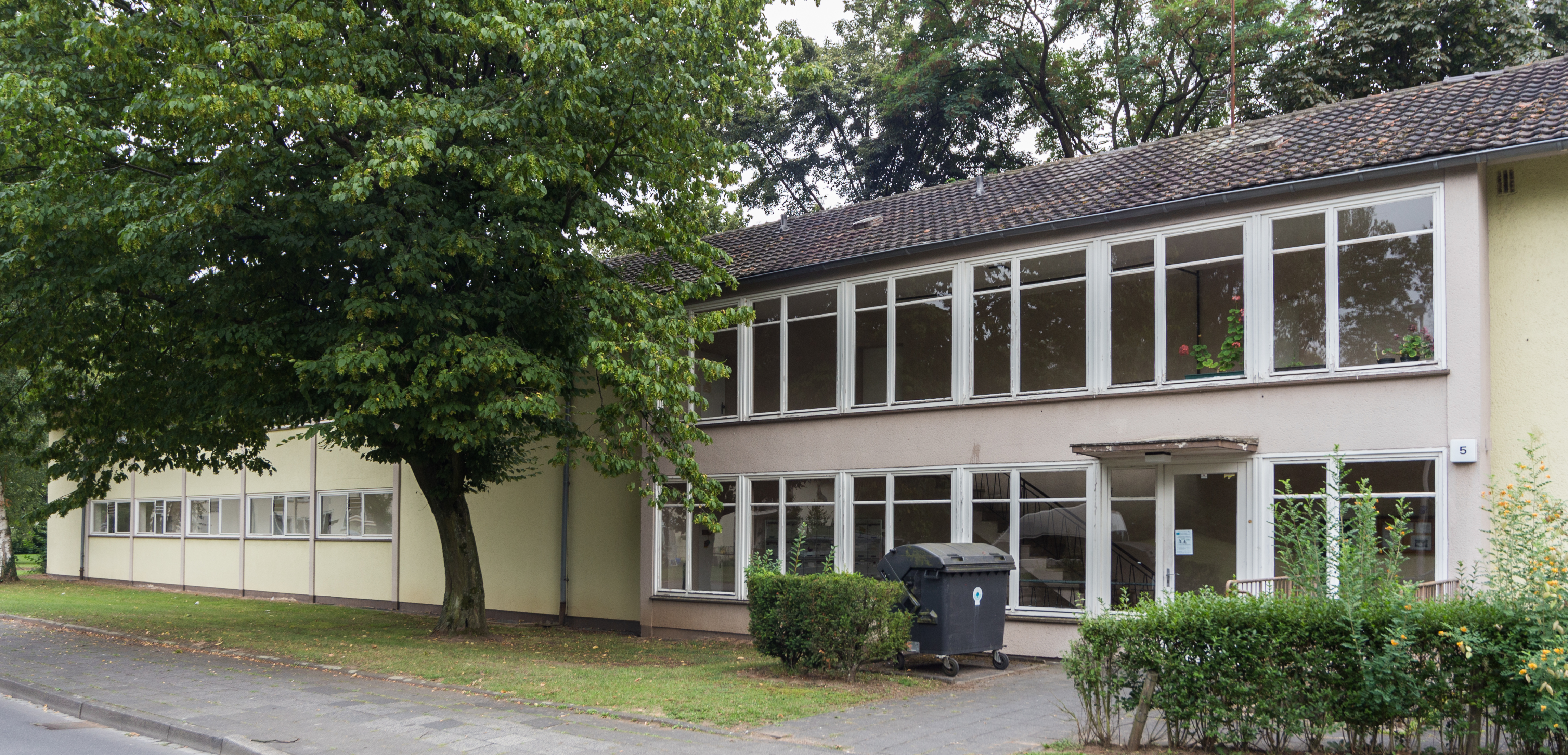
Wohnheim weitere Bilder
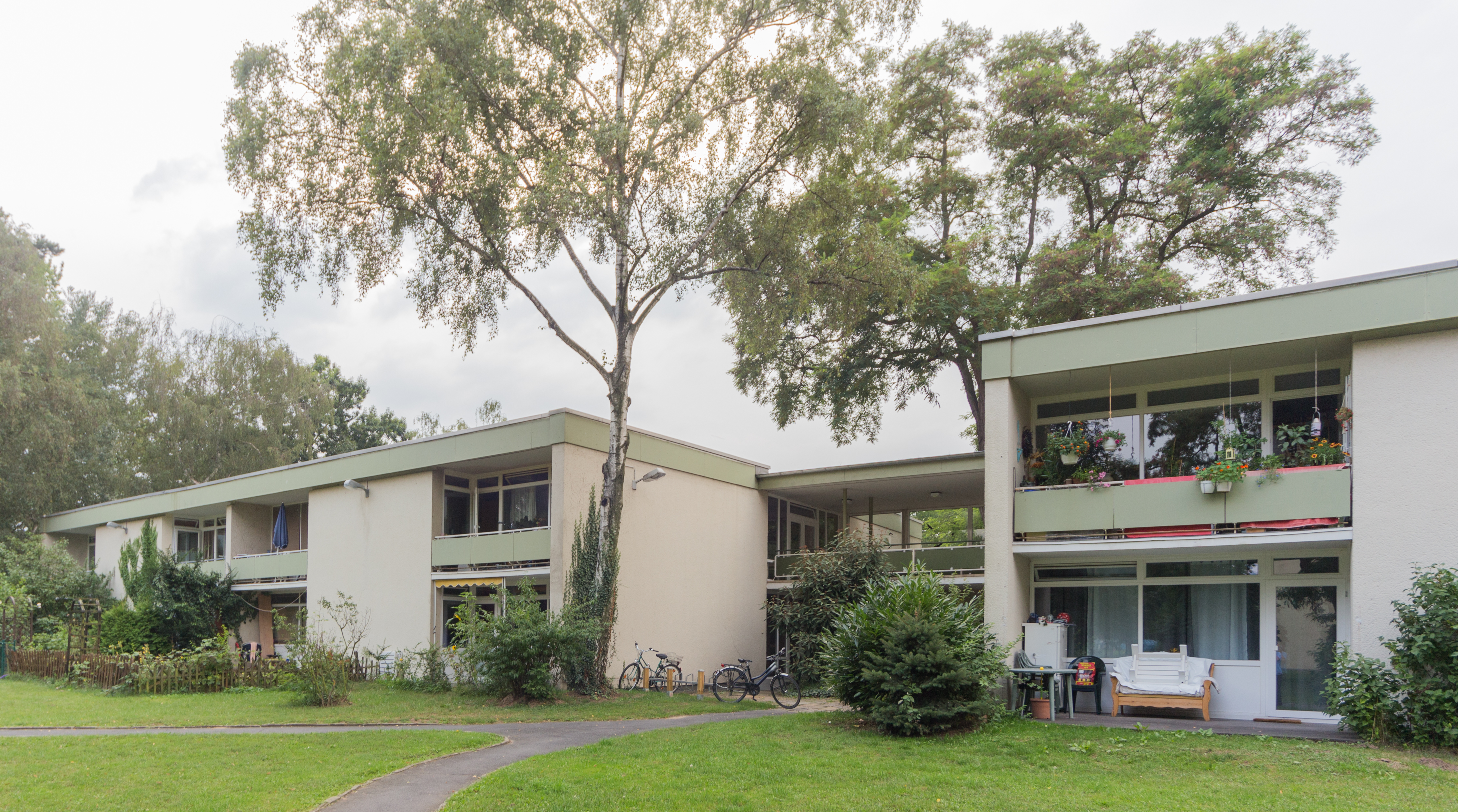
Schmetterlingsbau weitere Bilder

### Wohnungen
Die 412 Wohnungen der Siedlung verteilten sich ursprünglich auf 120 Zweizimmerwohnungen, 104 Einzimmerwohnungen inklusive Bad und Küche, 100 Dreizimmerwohnungen, 48 Einzimmerwohnungen mit Gemeinschaftsküchen für je sechs Mieter sowie 40 Vierzimmerwohnungen. Den Haustypen ist grundsätzlich ein eigener Wohnungstyp zugewiesen, Hoch- und Schmetterlingshaus verfügen über einen gemeinsamen und auf die Zweispänner entfallen zwei Typen.:82 Die Fläche der Wohnungen war zwischen 10 und 18 % größer als vergleichbare, zur Bauzeit in Westdeutschland errichtete Unterkünfte.:81 Alle Einheiten wurden mit Einbaumöbeln und -küchen ausgestattet. Die zwei Junggesellenheime waren ursprünglich nach Männern und Frauen getrennt, einige der Zweizimmerwohnungen für eine Bewohnung durch jeweils zwei HICOG-Mitarbeiter vorgesehen.

### Rezeption
„Die HICOG-Siedlungen [Tannenbusch und Muffendorf] gehören dank ihrer städtebaulichen und architektonischen Qualität (…) zu den herausragenden frühen Wohnungsbaumaßnahmen in der Bundesrepublik.“

„Aus den für damalige Verhältnisse relativ großen Wohnungen und dem engen Verhältnis von Architektur und großzügigen Grünflächen, in die die Wohnbauten planvoll integriert wurden, resultierte die hohe Wohnqualität der Siedlung, die auch heute nichts von ihrer Gültigkeit verloren hat.“